# Hyampom (Kalifornija)
Hyampom je naseljeno područje za statističke svrhe u američkoj saveznoj državi Kalifornija. Prema popisu stanovništva iz 2010. u njemu je živjelo 241 stanovnika.